# Liste der Ehren-Großmeister im Schach

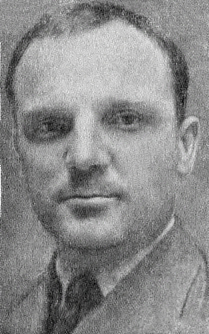
Wladimir Makogonow, um 1938

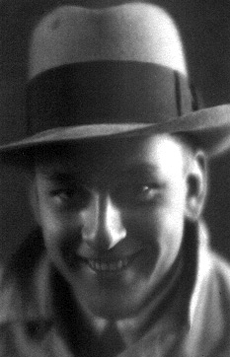
Vladas Mikėnas, 1931

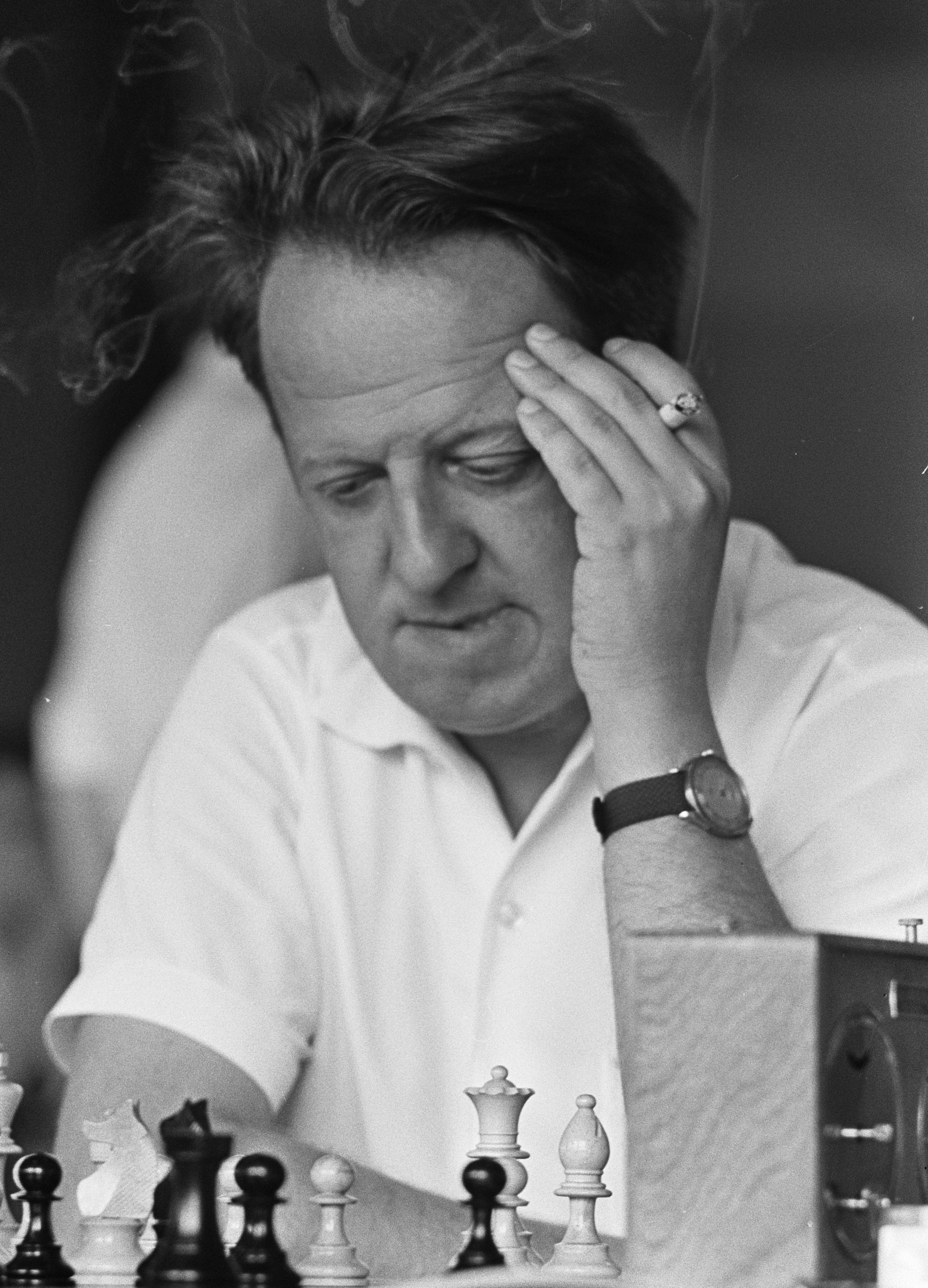
Borislav Milić, 1965

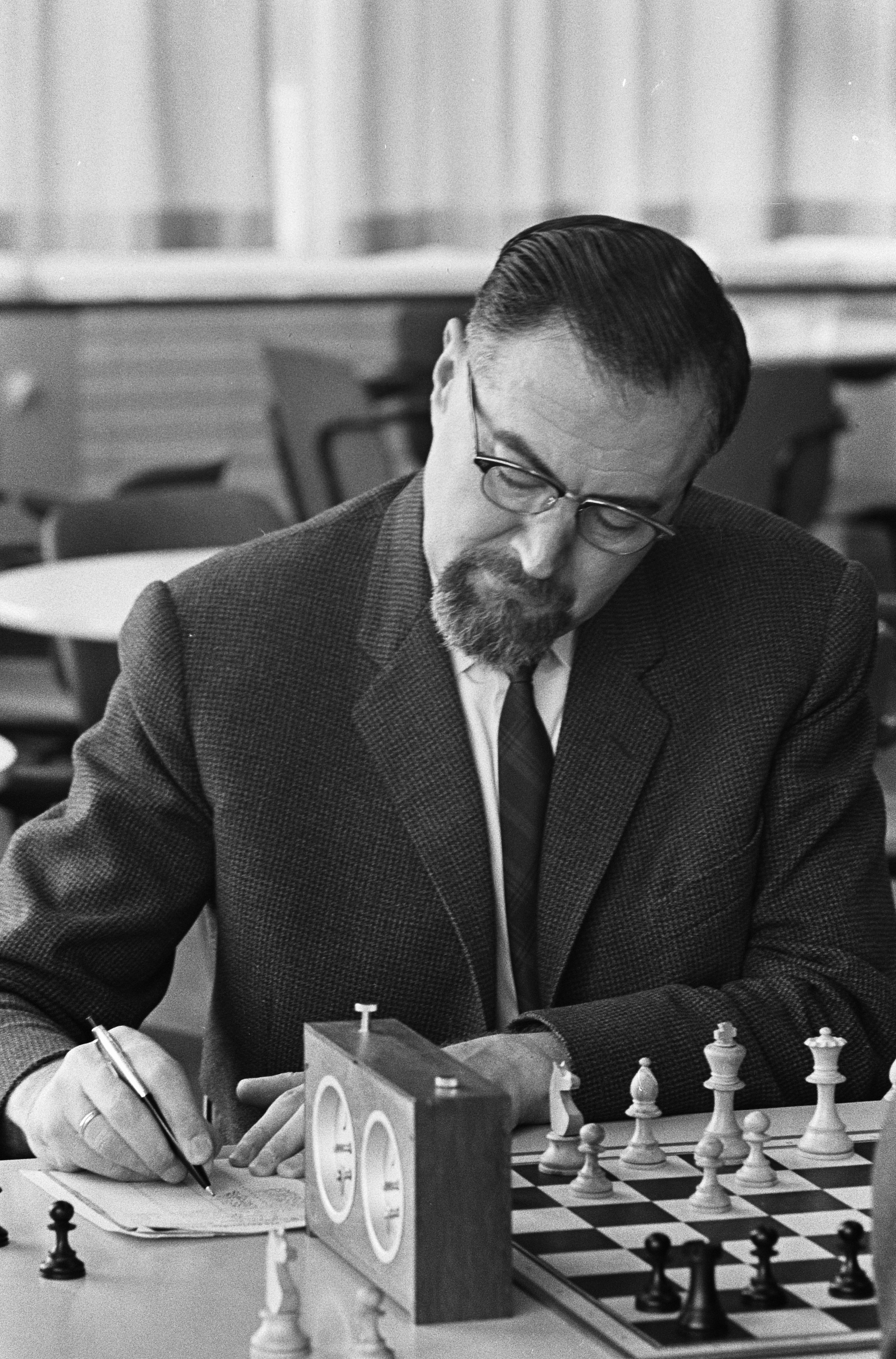
Lodewijk Prins, 1965

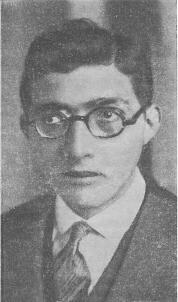
Carlos Torre Repetto, um 1925

Diese Liste der Ehren-Großmeister im Schach (HGM bzw. HWGM, englisch Honorary (Woman) Grandmaster) listet jene Schachspieler auf, die die Anforderungen an den regulären Großmeistertitel nicht erfüllt haben, ihn jedoch für anderweitige herausragende Leistungen im Schach ehrenhalber verliehen bekamen.
Der Weltschachbund FIDE verlieh seit 1977 den Großmeistertitel ehrenhalber vor allem an Spieler, deren Karriere vor Beginn der offiziellen Vergabe des Großmeistertitels im Jahr 1950 bereits den Höhepunkt überschritten hatte. In den FIDE-Titelbestimmungen von 2005 und im FIDE-Handbuch vom gleichen Jahr ist der Ehren-Großmeistertitel noch enthalten, danach nicht mehr. Laut Aussage von Christian Krause, Mitglied der Technical Commission der FIDE und FIDE rating officer des Deutschen Schachbundes, beschloss die Regelkommission der FIDE 2006 die Abschaffung der HGMs, so dass sie zum 1. Juli 2007 in Kraft getreten ist. Seit 2024 werden wieder Meisterspieler zum Ehren-Großmeister ernannt.
Da der Weltschachbund keine Aufstellung sämtlicher (männlichen und weiblichen) Ehren-Großmeister veröffentlicht hat, ist die Aufzählung eventuell unvollständig.

## Ehrengroßmeister
Anmerkungen:
- Die Listen sind sortierbar: Durch Anklicken eines Spaltenkopfes wird die Liste nach dieser Spalte sortiert, zweimaliges Anklicken kehrt die Sortierung um. Durch das Anklicken mehrerer Spalten hintereinander lässt sich jede gewünschte Kombination erzielen.
- Die Spalte „Land“ bezeichnet in der Regel die Zugehörigkeit zum Zeitpunkt der Verleihung des Ehrentitels.

| Jahr | Name                        | Land               | Geboren    | Gestorben  | Titel                   |
| ---- | --------------------------- | ------------------ | ---------- | ---------- | ----------------------- |
| 1977 | Julio Bolbochán             | Argentinien        | 10.03.1920 | 28.06.1996 | Internationaler Meister |
| 1977 | Esteban Canal               | Peru               | 19.04.1896 | 15.02.1981 | Internationaler Meister |
| 1977 | Borislav Milić              | Jugoslawien        | 20.10.1925 | 27.05.1986 | Internationaler Meister |
| 1977 | Carlos Torre Repetto        | Mexiko             | 23.11.1904 | 19.03.1978 | Internationaler Meister |
| 1981 | Arnold Denker               | Vereinigte Staaten | 20.02.1914 | 02.01.2005 | Internationaler Meister |
| 1982 | Lodewijk Prins              | Niederlande        | 27.01.1913 | 11.11.1999 | Internationaler Meister |
| 1982 | Raúl Sanguineti             | Argentinien        | 02.02.1933 | 06.08.2000 | Internationaler Meister |
| 1983 | Wladimir Alatorzew          | Sowjetunion        | 14.05.1909 | 13.01.1987 | Internationaler Meister |
| 1983 | Alexander Konstantinopolski | Sowjetunion        | 19.02.1910 | 21.09.1990 | Internationaler Meister |
| 1983 | Erik Lundin                 | Schweden           | 02.07.1904 | 05.12.1988 | Internationaler Meister |
| 1984 | Eero Böök                   | Finnland           | 09.02.1910 | 07.01.1990 | Internationaler Meister |
| 1984 | Stojan Puc                  | Jugoslawien        | 09.04.1921 | 29.01.2004 | Internationaler Meister |
| 1985 | Harry Golombek              | England            | 01.03.1911 | 07.01.1995 | Internationaler Meister |
| 1985 | Mario Monticelli            | Italien            | 16.03.1902 | 30.06.1995 | Internationaler Meister |
| 1985 | Jaroslav Šajtar             | Tschechoslowakei   | 03.12.1921 | 04.02.2003 | Internationaler Meister |
| 1986 | Arthur Dake                 | Vereinigte Staaten | 08.04.1910 | 28.04.2000 | Internationaler Meister |
| 1986 | Theodor Ghițescu            | Rumänien           | 24.01.1934 | 22.11.2008 | Internationaler Meister |
| 1987 | Wladimir Makogonow          | Sowjetunion        | 27.08.1904 | 02.01.1993 | Internationaler Meister |
| 1987 | Vladas Mikėnas              | Sowjetunion        | 17.04.1910 | 03.11.1992 | Internationaler Meister |
| 1987 | Bogdan Śliwa                | Polen              | 04.02.1922 | 16.05.2003 | Internationaler Meister |
| 1988 | George Koltanowski          | Vereinigte Staaten | 17.09.1903 | 05.02.2000 | Internationaler Meister |
| 1990 | Andrija Fuderer             | Belgien            | 13.05.1931 | 02.10.2011 | Internationaler Meister |
| 1990 | Rudolf Marić                | Jugoslawien        | 13.05.1927 | 26.08.1990 | Internationaler Meister |
| 1990 | Dragoljub Minić             | Jugoslawien        | 05.03.1937 | 05.04.2005 | Internationaler Meister |
| 1992 | Heinz Lehmann               | Deutschland        | 20.10.1921 | 08.06.1995 | Internationaler Meister |
| 1992 | Rudolf Teschner             | Deutschland        | 16.02.1922 | 23.07.2006 | Internationaler Meister |
| 1996 | Károly Honfi                | Ungarn             | 25.10.1930 | 14.08.1996 | Internationaler Meister |
| 1996 | Enrico Paoli                | Italien            | 13.01.1908 | 15.12.2005 | Internationaler Meister |
| 1999 | Péter Dely                  | Ungarn             | 05.07.1934 | 29.12.2012 | Internationaler Meister |
| 2003 | Elmars Zemgalis             | Vereinigte Staaten | 09.09.1923 | 08.12.2014 | -                       |
| 2024 | Mir Sultan Khan             | Pakistan           | 00.00.1905 | 25.04.1966 | -                       |
| 2024 | Iivo Nei                    | Estland            | 31.10.1931 | -          | Internationaler Meister |
| 2024 | Andreas Dückstein           | Österreich         | 02.08.1927 | 28.08.2024 | Internationaler Meister |

## Ehrengroßmeister der Frauen
| Jahr | Name                          | Land        | Geboren    | Gestorben  | Titel                              |
| ---- | ----------------------------- | ----------- | ---------- | ---------- | ---------------------------------- |
| 1984 | Krystyna Radzikowska          | Polen       | 05.02.1931 | 29.11.2006 | Internationaler Meister der Frauen |
| 1985 | Maria Albuleț                 | Rumänien    | 10.06.1932 | 17.01.2005 | Internationaler Meister der Frauen |
| 1985 | Margareta Teodorescu          | Rumänien    | 13.04.1932 | 22.01.2013 | Internationaler Meister der Frauen |
| 1986 | Wenka Asenowa                 | Bulgarien   | 17.10.1930 | 29.12.1986 | Internationaler Meister der Frauen |
| 1986 | Katarina Jovanović-Blagojević | Jugoslawien | 31.10.1943 | 00.11.2021 | Internationaler Meister der Frauen |
| 1986 | Henrijeta Konarkowska-Sokolov | Serbien     | 14.12.1938 |            | Internationaler Meister der Frauen |
| 1987 | Corry Vreeken                 | Niederlande | 22.12.1928 | 26.02.2025 | Internationaler Meister der Frauen |
| 1990 | Chantal Chaudé de Silans      | Frankreich  | 09.03.1919 | 05.09.2001 | Internationaler Meister der Frauen |